# Garrulaxe à joues blanches
Pterorhinus chinensis
Espèce
Statut de conservation UICN

 LC  : Préoccupation mineure
Le Garrulaxe à joues blanches (Pterorhinus chinensis) est une espèce de passereau de la famille des Leiothrichidae.

## Distribution
On le trouve à travers l'Indochine et régions proches du sud de la Chine.

## Habitats
Il fréquente les forêts tropicales et subtropicales humides de basses et hautes altitudes, et la végétation tropicales et subtropicales de broussailles. On le trouve aussi dans les prairies humides ou inondées périodiquement.